# Eva von Pepel
Eva von Pepel, född 10 september 1951 i Warszawa, Polen, är en svensk IT-pionjär, författare, skribent, markeringsspråkexpert och debattör.

## Biografi
När Algonet startade 1994, som Sveriges första internetleverantörer för privatpersoner, så blev Eva von Pepel kund nummer 20. Hon hade tidigare varit aktiv inom programmering och på BBS:er men när internet introducerades så kom hon snart att bli den första tongivande kvinnan i den svenska IT-världen. von Pepel har kommenterat att hon under de första fem åren var så uppslukad av internet att hon behövde tvinga sig själv att gå ut för att inte sitta vid internet dygnet runt. Hon var en flitig debattör på dåtidens Usenet och var en av dem som skapade och strukturerade de svenska ämneshierarkierna på Usenet. Under de första två åren var von Pepel den enda kvinnan som var aktiv på den svenska delen av Usenet.
På Usenet lärde hon känna journalisten Ana L. Valdés och tillsammans startade de 1996 den elektroniska tidningen Ada, namngiven efter Ada Lovelace. Tidningen var en av de första svenska tidskrifterna på nätet och rönte stor uppmärksamhet i media. Ada var en heltäckande tidskrift med både filosofiskt och vetenskapligt innehåll. Den strävade efter ett fritt internet.
Eva von Pepel var även mycket engagerad på olika forum och i The HTML Writers Guild där hon undervisade i markeringsspråk och svarade på användarnas frågor. Hon skrev även i tidningar som Internetworld och Dagens Industri. Eva von Pepel är författare till 14 böcker om HTML och kodning och var en av de första som skapade en fullständig referensbok om HTML på svenska. En av hennes lärlingar var Annica Tiger, som även hon kom att bli en uppmärksammad folkbildare inom HTML.